# Regatta i Argenteuil
Regatta i Argenteuil (franska: Régates à Argenteuil) är en oljemålning av den franske impressionistiske konstnären Claude Monet från 1872. Den ingår i Musée d'Orsays samlngar i Paris. 
Målningen föreställer en regatta vid Argenteuil, en ort strax utanför Paris där floden Seine vidgar sig till en sjö. Regattor kom på modet i Frankrike vid mitten av 1800-talet och efter järnvägens utbyggnad blev Argenteuil en populärt semesterort för Parisborna. Monet var bosatt med sin familj i Argenteuil från december 1871 till 1878. Av de omkring 170 målningar som tillkom under denna period avbildas Seines flodlandskap i ungefär hälften. Det var också här som Monet byggde sin berömda ateljébåt som möjliggjorde en låg utgångspunkt som kännetecknar många av hans målningar från Argenteuil. 